# Spørgeord
Et spørgeord er et ord, der bliver benyttet i forbindelse med spørgsmål. På dansk anvendes de såkaldte hv-ord der omfatter de spørgende stedord og de ord der kan betegnes spørgende biord eller biordsagtige spørgeord. Disse hv-ord inkluderer hvem, hvad, hvor, hvornår, hvorfor og hvordan.
I dansk talesprog kan ordet "vel" og det uformelle ord "ikk" (ikke) også indikere et spørgsmål, for eksempel "Han kommer aldrig, vel?" og "Han er kommet, ikk?".